# Distretto di Çankırı
Il distretto di Çankırı (in turco Çankırı ilçesi) è uno dei distretti della provincia di Çankırı, in Turchia.